# Łozowoje (rejon tambowski)
Łozowoje (ros. Лозовое) – wieś w Rosji, w obwodzie amurskim, w rejonie tambowskim. W 2010 liczyła 900 mieszkańców.